# Vestas Sailrocket

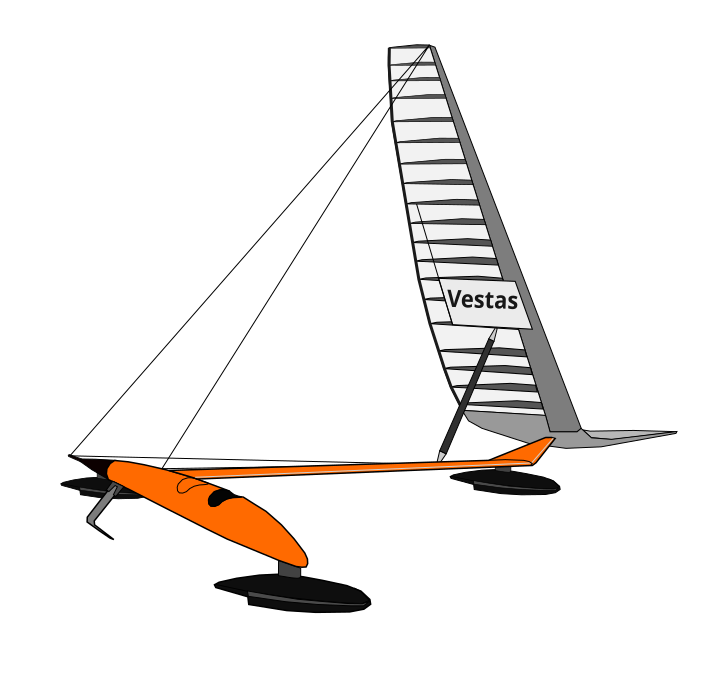
Vestas Sailrocket 2

Die Vestas Sailrocket bzw. Vestas Sailrocket 2 ist das schnellste Segelboot der Welt. Es hält mit 65,45 Knoten (121 km/h) den Geschwindigkeitsweltrekord für Segelfahrzeuge, den der australische Segler Paul Larsen am 24. November 2012 beim Lüderitz Speed Challenge in der Lüderitzbucht in Namibia aufstellte.

## Entwicklung
Die Sailrocket entstand in der Forschungsanlage der Firma Vestas in Newport auf der Isle of Wight. Das Boot wird von einem Flügelsegel angetrieben, das auf einem Ausleger angebracht ist. Dies reduziert die Krängung (Schräglage des Schiffs), wodurch der Druck auf das Segel erhöht wird. Das Segel ist außerdem um 20 Grad zur Wasseroberfläche geneigt. Am Rumpf befindet sich ein Tragflügel. Der Rekord wurde auf einem Raumwindkurs aufgestellt.
Die Vestas Sailrocket 2 baute auf der Sailrocket 1 auf, die bei einem Unfall im Jahr 2008 beschädigt wurde. Die Entwicklung des Bootes bis zum Weltrekord dauerte insgesamt etwa zehn Jahre.